# فهرست شورش‌ها در تاریخ چین
این فهرست شامل شورش‌های اصلی در تاریخ چین از ۲۰۹ قبل از میلاد تاکنون می‌باشد:

## خیزش روستای دازه
خیزش روستای دازه (ژوئیه ۲۰۹ تا دسامبر ۲۰۹ ق. م) نخستین شورش بر ضد حکومت چین بود که به دنبال مرگ شی هوانگ تی اتفاق افتاد.

## شورش هفت ایالت
شورش هفت ایالت یا شورش هفت پادشاهی (به چینی: 七国之乱) در ۱۵۴ میلادی بر ضد تلاش‌های امپراتور جینگ، فرمانروای دودمان هان، صورت گرفت که قصد داشت کنترل قدرت را به طور کامل در دست گیرد.

## شورش لیو لین
شورش لیولین در ۲۱ میلادی بر ضد حکومت وانگ مانگ در نواحی جنوبی هِنان و شمالی هوبِی رخ داد.

## شورش چی مِی
شورش چیمی در ۱۷ میلادی بر ضد حکومت وانگ مانگ، فرمانروای سلسله زین، در نواحی شاندونگ و شمالی جینگسو اتفاق افتاد.

## شورش دستار زردها
شورش دستار زردها، طغیان مردمی عظیمی بر ضد حکومت امپراتور لینگ هان، فرمانروای دودمان هان، بود که در ۱۸۴ میلادی رخ داد. تعداد دهقانان عضو شده در این شورش، ۳۰۰ هزار نفر بود.

## شورش آن شی
از ۷۵۶ تا ۷۶۳ م. در زمان دودمان تانگ یکی از ایرانی تباران با نام آن لوشان (گویش چینی واژه "روشن") در یکی از بزرگترین شورش های تاریخ جهان، با فرمانروایی توانمند تانگ به جنگ پرداخت. یکی از ریشه های بنیادی تباهی این دودمان نامدار چین همین شورش بزرگ با چندین میلیون کشته در پی آن است.

## شورش دستار سرخ ها
شورش دستار سرخ ها شورشی بزرگ در سال ۱۳۵۱ بر علیه دودمان مغولی یوآن در چین بود که منجر به سقوط آن و تشکیل دودمان مینگ شد